# Nelson Sullivan
John Nelson Sullivan (Kershaw, 15 marzo 1948 – New York, 4 luglio 1989) è stato un videomaker e vlogger statunitense che ha raccontato la vita della scena artistica e dei club di Downtown Manhattan dal 1982 fino alla sua morte.
Le sue centinaia di video hanno documentato la vita quotidiana in città, le serate selvagge e i momenti privati con i suoi numerosi amici, tra cui RuPaul, Keith Haring, Sylvia Miles, Larry Tee, Susanne Bartsch, Tom Rubnitz, Lady Bunny, Michael Musto, Ethyl Eichelberger, John Sex e Michael Alig.
Visti oggi, i suoi video rappresentano una forma di vlogging pre-Internet, mentre la sua tecnica, frequentemente usata, di girare la fotocamera per riprendere se stesso, ha anticipato chiaramente il selfie moderno.
Nel 2012, l'archivio video di Sullivan è stato donato alla Fales Library & Special Collections della New York University. Le versioni modificate di nastri selezionati sono visibili sul canale YouTube 5NinthAvenueProject.

## Primi anni di vita
Sullivan nacque a Kershaw, nella Carolina del Sud. Era il più giovane di due figli in una famiglia che operava nel commercio del cotone. Quando aveva circa cinque anni, la famiglia si trasferì ed egli incontrò un altro ragazzo, James Prioleau Richards III. "Dick" Richards sarebbe diventato il suo amico di sempre, partner artistico e la persona responsabile della conservazione del suo archivio. Richards ha ricordato: "Siamo stati entrambi accusati di essere femminucce/queer, all'inizio, il che non ha reso piacevole l'esperienza scolastica". Tuttavia, notò che anche la loro piccola città offriva opportunità di avanzamento culturale: la madre di Sullivan si assicurò degli insegnanti per istruirlo nell'arte e nel pianoforte, ed entrambi i ragazzi erano colti. I film al cinema cittadino e gli spettacoli in televisione offrivano allettanti possibilità di una vita sfavillante lontana. Questi elementi, ha detto Richards, “sono lo sfondo profondo per la video arte di Nelson, l'amore per uscire e sperimentare il glamour dei locali notturni e del teatro dopo averlo invidiato così a lungo; assaporando la libertà che una grande città offre per l'espressione di sé che una piccola città disprezza”.
Dopo essersi laureato al Davidson College di Davidson nella Carolina del Nord, Sullivan si trasferì a Manhattan nel 1971. Mentre molti uomini della sua età venivano inviati alla Guerra del Vietnam, egli venne classificato 4-F a causa delle ferite ricevute, da giovane, in una caduta quasi fatale in una miniera d'oro abbandonata. Questo gli consentì la libertà di intraprendere studi post-laurea, compresa la scuola di cinema. Gestiva anche un salone da parrucchiere con sede estiva a Fire Island. Più tardi, divenne un tassista a Manhattan e poi un consulente musicale part-time presso la Joseph Patelson Music House, un negozio specializzato in musica classica all'ombra della Carnegie Hall. La flessibilità del lavoro part-time gli diede la libertà di esplorare la scena dell'intrattenimento notturno della città. Nel 1981 affittò una casa decrepita a tre piani al numero 5 della Ninth Avenue nel Meatpacking District, che allora era ancora lontano molti anni dalla sua rinascita come zona alla moda.
Larry Tee, suo amico e uno dei suoi ultimi coinquilini, ha ricordato, nel 2021, che il "malandato edificio di inizio secolo" era "costruito con pezzi di vecchie navi, e quindi si poteva vedere, attraverso i buchi nel pavimento, fino al pavimento sottostante, in certi punti”.

## Carriera
Nel 1981, Dick Richards, James Bond e Potsy Duncan iniziarono ad utilizzare apparecchiature home video, appena messe in commercio, per creare un programma televisivo settimanale, The American Music Show, trasmesso via cavo sul canale televisivo ad accesso pubblico di Atlanta. Durante una visita ad Atlanta, Sullivan fu colpito dalla nuova videocamera di Richards e presto ne acquistò una. L'attrezzatura consisteva in una telecamera delle dimensioni di una scatola da scarpe tenuta a spalla e un registratore con un pacco di batterie appesi a una tracolla (successivamente utilizzò videocamere Kyocera e Ricoh 8mm più leggere e maneggevoli).
Nel 1983, iniziò a registrare le sue escursioni in locali notturni in forte espansione come il Saint, Limelight, Danceteria e Tunnel, nonché il Pyramid Club e CBGB. Oltre agli spettacoli teatrali, catturava intimità nel "backstage" e buffonate dopo le feste. Registrò anche lunghe passeggiate con il suo cane da salvataggio Blackout attraverso le strade deserte, prima dell'alba, dopo notti passate nei club, e passeggiate serali lungo i moli del fiume Hudson al tramonto.
Poiché molti degli amici di Sullivan avevano aspirazioni nel mondo dello spettacolo, lo invitavano a registrare le loro esibizioni e lui dava loro copie dei nastri. Inviò anche reportage video a Richards, che li mostrò nell'American Music Show.
Secondo Larry Tee, i video di Sullivan documentano “una generazione di drag queen dimenticate, star dell'arte, artisti performativi, rivoluzionari culturali e il colore locale della New York di quel tempo. John Sex, Manic Panic's Tish and Snooky, Ethyl Eichelberger, Wendy Wild, Dianne Brill, Tabboo, Chicklet, The Boy Bär Beauties, Patricia Field e Rebecca Field, Sister Dimension, Julie Jewels, Rudolf, Dean Johnson, Stephen Saban della rivista Details, Arthur Weinstein di The World, DJ Anita Sarko, Susanne Bartsch: i cameo potrebbero continuare all'infinito.
"Quello che stava facendo Nelson era unico", ha detto Richards nel 2013. “Quando guardi i nastri, cercherai invano di trovare un'altra persona che sta registrando questi eventi. Con l'AIDS che devastava la comunità e la cambiava per sempre, la sua era praticamente l'unica testimonianza video personale di una scena che si stava rapidamente disintegrando".
Dopo aver avuto un'ernia a causa del peso della videocamera VHS nel corso degli anni, passò a una videocamera più leggera da 8 mm. Iniziò a tenere la macchina da ripresa a distanza di un braccio e a puntarla su se stesso, e la messa a fuoco e l'effetto della sua arte cambiarono. Richards ha spiegato: “Nelson ha sviluppato uno stile in cui entrava e usciva lui stesso dall'immagine, per parlare allo spettatore di ciò che stava accadendo intorno. La prospettiva poi è diventata ciò che una persona avrebbe visto andando con Nelson da qualche parte".
Nel 1987, Richards aiutò RuPaul, Larry Tee e Lahoma van Zandt a trasferirsi da Atlanta a New York e a diventare compagni di stanza di Sullivan. Richards in seguito ha detto che Sullivan aveva presentato RuPaul a Fenton Bailey e Randy Barbato, con il quale avrebbero poi creato la società World of Wonder che guidò la sua carriera verso la superstar.
Nella sua autobiografia del 1995 Lettin' It All Hang Out, RuPaul scrisse: “Nelson era il nostro collegamento con New York e ci ha fatto conoscere la città. Ogni volta che vado in giro per New York penso a lui. Ci ha parlato del West Village, di Fire Island e ci ha fatto conoscere i film di Tennessee Williams. Era il nostro educatore gay e ci ha insegnato il nostro diritto di nascita, la nostra eredità culturale. E mi ha sempre sostenuto, qualunque cosa mi fosse accaduto".
Nel 2021, Larry Tee ha ricordato l'arrivo del trio al 5 Ninth Avenue: "Nelson ha registrato il nostro furgone che svoltava l'angolo e ci ha catturato mentre trascinavamo le nostre facce annebbiate fuori dal furgone (avevamo capovolto il furgone sull'autostrada durante la strada).” Larry Tee ha ricordato: "A volte Nelson era come un felice "life coach" iperattivo, e altre volte riusciva a malapena a trascinare il suo corpo rotto su per i gradini a causa dei suoi attacchi di depressione... Guardando indietro, sembrava più che ossessionato, come se sapesse di vivere in tempo preso in prestito".

## Morte e conservazione dell'archivio
Nell'estate del 1989, a seguito del consiglio di Richards, Sullivan decise di creare il proprio spettacolo ad accesso pubblico da mandare in onda a New York. Lasciò il suo lavoro alla Joseph Patelson Music House, incassò la liquidazione e iniziò la fase successiva della sua vita.
Il 2 luglio, registrò il video grezzo che sperava di montare nel primo episodio del suo programma televisivo, centrando la telecamera su se stesso mentre camminava dal suo quartiere a Sheridan Square e allo Stonewall Inn, luogo della rivolta del bar Stonewall Inn del 1969. Il suo umore era oscurato dalla morte della sua amica Christina, una donna transgender che solo di recente aveva accolto lui e la sua macchina fotografica nelle sue bizzarre stanze al Chelsea Hotel. "Mi manca terribilmente ora e mi mancherà sempre", ha detto Sullivan nella sua videocamera. "Vorrei che il mio primo spettacolo via cavo fosse un memoriale per la mia amica Christina."
Nel tardo pomeriggio del 3 luglio, Sullivan registrò un video in cui lui e l'artista Bill Moye camminavano con Blackout lungo i Westside Piers. Mentre Moye e il cane correvano avanti, Sullivan commentava: “Corrono fino alla fine del molo, ma oggi non ho voglia di correre. È il tre luglio ed è l'ultimo giorno che avrò, per dedicarlo a correre”.
Meno di 12 ore dopo, nelle prime ore del mattino del 4 luglio, Sullivan era morto, vittima di un apparente attacco di cuore. Aveva 41 anni. Richards ha detto che gli è stato riferito che, poiché Sullivan era ancora vivo quando è arrivato in ospedale, l'autopsia non è stata richiesta e non è stata eseguita. "Uno dei nonni di Nelson era morto per un improvviso attacco di cuore alla stessa età: forse la causa era una malattia genetica", ha detto Richards.
Il corpo di Sullivan venne portato a Kershaw, nella Carolina del Sud, dove fu sepolto al cimitero di Kershaw City dopo un servizio funebre presbiteriano. Poco dopo il funerale, in funzione del loro comune accordo artistico, Richards volò a New York e recuperò l'archivio di Sullivan, spedendo le oltre 600 videocassette alla casa di Atlanta che condivideva con il socio in affari Ted Rubenstein e il compagno di vita David Goldman. Per i successivi anni, Richards ha esaminato e catalogato le oltre 1.100 ore di filmati, che erano stati accuratamente etichettati da Sullivan.
Durante un viaggio a Chicago, nel 1993, Richards e Goldman incontrarono Robert Coddington, uno storico e archivista queer di 23 anni, incuriosito dall'apprendere il corpus delle opere di Sullivan. "Da giovane gay all'epoca, avevo la netta sensazione di arrivare a una festa favolosa, cinque minuti dopo l'accensione delle luci", ha detto Coddington nel 2013. “Sapevo che l'AIDS stava facendo a pezzi quella cultura gay che era esistita prima. Cominciai a chiedermi: "Cos'era quel mondo e com'erano quelle persone?" Dopo aver ascoltato i nastri di Nelson, ho iniziato a conoscere le risposte a queste domande".
Nel 2001, Richards e Coddington hanno iniziato a montare nastri selezionati, producendo quattro DVD. Il canale YouTube 5NinthAvenueProject è stato lanciato nel 2008. A partire dal 2021, i 738 video del canale sono stati visualizzati più di 22 milioni di volte e più di 120.000 persone sono iscritte al canale.
Tuttavia, nonostante la presenza di selezioni su YouTube, la sopravvivenza definitiva dell'intera collezione era tutt'altro che certa, poiché i nastri originali erano confezionati nella secolare casa di Richards e Goldman nell'Inman Park di Atlanta. È stato grazie alla collaborazione di Coddington alla Biblioteca di Fales che la collezione si è assicurata una sede permanente. Nel 2012, Richards, Goldman e Coddington hanno donato le videocassette originali alla Fales Library & Special Collections della New York University.

## Influenza e riconoscimento
Il 25 aprile 2013, la Biblioteca Fales ha ospitato una tavola rotonda, "Nelson Sullivan: Vlogging negli anni '80", per accogliere la Nelson Sullivan Video Collection nel suo archivio. Marvin Taylor, direttore della Fales Library, ha detto di Sullivan "era ovunque, importante al momento giusto. Ma lui era più di questo. Quando Nelson ha puntato la sua videocamera su se stesso come flaneur del centro, ha trovato la sua voce artistica, queer, postmoderna. Siamo onorati di avere i video di Nelson qui alla New York University".
Il lavoro di Sullivan è stato oggetto di un documentario del 1994, Nelson Sullivan's World of Wonder, diretto da Bailey e Barbato.
I filmati della Nelson Sullivan Video Collection sono stati utilizzati in diversi film, tra cui Susanne Bartsch: On Top (2017), Wig (2019), e Moby Doc (2021).
I filmati registrati da Sullivan sono stati messi in primo piano nell'episodio degli anni '80 della serie di documentari in sei parti PRIDE (2021) su FX.
I video di Sullivan sono stati esposti in festival cinematografici negli Stati Uniti e in Europa, Australia e America del Sud.